# 大畑末吉
大畑 末吉（おおはた すえきち、1901年10月17日 - 1978年4月25日）は、日本のドイツ文学者・北欧文学者・翻訳家。文学博士（東京大学・論文博士・1962年）。一橋大学教授・早稲田大学教授を歴任。

## 略歴
- 1901年：埼玉県生まれ、東京で育つ。
- 第一高等学校から、1926年東京帝国大学文学部独文科卒業、同年新潟高等学校教授。
- 1931－1933年：ドイツおよび欧米に留学。
- 1937年：山形高等学校教授。
- 1948年：立教大学教授。
- 1951年：一橋大学社会学部教授。
- 1962年：「ゲーテにおけるスピノチスムス」で東京大学より文学博士の学位を取得。
- 1965年：一橋大学を定年。
- 1966年：早稲田大学社会科学部教授。
- 1972年：定年退任。

アンデルセンの著作を日本でデンマーク語の原典から初めて翻訳し、長く森鷗外のドイツ語からの訳で読まれていた『即興詩人』を原典から訳した。
指導学生に宮野悦義（一橋大学名誉教授）がいる。一対一の指導になったという。
1978年4月25日、動脈りゅう破裂により東京都立養育院附属病院にて死去。76歳。

## 著書
- 『アンデルセンの生涯』羽田書店、1949年。
- 『アンデルセン』松田穰絵、講談社〈世界伝記全集 11〉、1955年。
- 『ゲーテ哲学研究　ゲーテにおけるスピノチスムス』河出書房新社、1964年。
- 『ファウスト論集』早稲田大学出版部、1972年。

## 翻訳
- 『アンデルセン自伝』岩波書店〈岩波文庫 1464-1465〉、1937年。
  - 『アンデルセン自伝』（6版）岩波書店〈岩波文庫〉、1949年。
  - 『アンデルセン自伝　わが生涯の物語』岩波書店、1981年12月。ISBN 4-00-000029-2。
- ヘルマン・ズーダーマン『静かな水車屋の物語』弘文堂書房〈世界文庫 第2〉、1940年。
- 『アンデルセン童話集』 第1-7巻、岩波書店〈岩波文庫〉、1939-1948。
- 『アンデルセンお話と物語集』 第8-10巻、岩波書店〈岩波文庫 1829-1831a〉、1946年。
  - 『アンデルセン童話集』 第1-10巻（改版）、岩波書店〈岩波文庫〉、1964-1970。
- ヨーゼフ・ヴィクトル・フォン・シェッフェル『エッケハルト』 上巻、富士出版、1946年。
- アンデルセン『皇帝の新しい着物』細川書店〈大人ノ絵本 3〉、1947年。
- 『アンデルセン傑作童話集』 1～3、羽田書店、1948年。
- アンデルセン『少女のためのアンデルセン名作選』大日本雄弁会講談社、1949年4月。
- アンデルセン『アンデルセン傑作童話集』 2巻、武井武雄装画、羽田書店〈P.T.A.文庫. 世界童話名作集 5〉、1949年。
- 井伏鱒二など編 編『どいつ・北欧童話集』鳥井敏文絵、河出書房〈世界童話全集 3〉、1951年。
- アンデルセン『白鳥の王子』蕗谷虹児絵、講談社〈世界名作童話全集 14〉、1951年。
- ルートヴィヒ・ティーク『長靴をはいた牡猫』岩波書店〈岩波文庫〉、1952年。
  - ルートヴィヒ・ティーク『長靴をはいた牡猫』（改版）岩波書店〈岩波文庫〉、1983年2月。
- アンデルセン『アンデルセン童話選』 上、岩波書店〈岩波少年文庫 55〉、1953年。
- アンデルセン『アンデルセン童話選』 下、初山滋絵、岩波書店〈岩波少年文庫 59〉、1953年。
- アンデルセン『絵のない絵本』岩波書店〈岩波文庫〉、1953年。
  - アンデルセン『絵のない絵本』（改版）岩波書店〈岩波文庫〉、1975年11月。ISBN 4-00-327413-X。
- グリム『かえるの王さま　グリム昔話』沢田正太郎絵、講談社〈世界名作童話全集 46〉、1954年。
- 『グリム童話全集』 2巻、P・グロットヨハン・R・ラインウェーバー絵、河出書房、1955年。
- 『アンデルセン童話全集』 1-7巻、河出書房、1954年。
- 『マッチ売りの少女』高井貞二絵、講談社〈講談社の絵本 131〉、1955年。
- 『アンデルセン童話集』駒宮録郎絵、あかね書房〈世界児童文学全集 4〉、1958年。
- 国松孝二編 編『ぼくたちの仲間』岡本喜久司絵、白水社〈スピリ少年少女文学全集. 2〉、1960年。
- アンデルセン『即興詩人』 上、岩波書店〈岩波文庫〉、1960年6月。ISBN 4-00-327411-3。
- アンデルセン『即興詩人』 下、岩波書店〈岩波文庫〉、1960年6月。ISBN 4-00-327412-1。
- 『みにくいあひるの子』谷俊彦絵、講談社〈講談社の絵本 : ゴールド版〉、1961年7月。
- 『アンデルセン童話集』谷俊彦など絵、講談社〈世界名作童話全集 10〉、1962年。
- グリム『グリム童話集』山室静共訳、安泰ほか挿絵、講談社〈世界童話文学全集 3〉、1962年6月。
- スピリ『アルプスの少女』西村保史郎ほか絵、講談社〈少年少女新世界文学全集 15(ドイツ古典編 2)〉、1963年。
- 『アンデルセン童話全集』 1-8巻、講談社、1963-1964。
- グリム兄弟『グリム童話集』沢田正太郎絵、講談社〈少年少女新世界文学全集 14(ドイツ古典編 1)〉、1965年。
- 「アンデルセン名作集」山室静共訳、『世界の名作図書館』 6巻、講談社、1966年。
- ラーゲルレーブ「ニルスのふしぎな旅」、『世界の名作図書館』 7巻、講談社、1967年。
- 『アンデルセンどうわ』堀内誠一え、学習研究社〈愛蔵版世界の童話 3〉、1970年。
- 『おはなしおやゆびひめ』武部本一郎絵、学習研究社〈学研のがくしゅう絵本 48. お話シリーズ〉、1970年。
- 『みにくいあひるのこ　アンデルセン名作童話』井江春代絵、学習研究社〈学研のがくしゅう絵本 39. お話シリーズ〉、1970年。
- 『名作アンデルセン3大どうわ』鈴木博等絵、講談社〈一年生百科 B 4〉、1975年。
- 『アンデルセン童話集』J・グラビアンスキー插絵、ブックマン社、1975年。
- スピリ『アルプスの少女ハイジ』中山正美え、玉川大学出版部、1976年。
- アンデルセン『おやゆびひめ』岡本颯子え、学習研究社〈学研小学生文庫 : 低学年向 5〉、1976年3月。ISBN 4-05-051641-1。
- アンデルセン『はだかの王さま』油野誠一絵、暁教育図書〈よいこの名作館 3〉、1977年6月。
- アンデルセン『マッチ売りの少女』笠木実絵、暁教育図書〈よいこの名作館 〔15〕〉、1977年6月。
- ラーゲルレーブ『ニルスのふしぎな旅』玉川大学出版部〈玉川こども図書館〉、1977年2月。
- ハンス・クリスチャン・アンデルセン『アンデルセン童話集』国土社〈国土社版世界の名作 20〉、1978年3月。
- レジナルド・スピンク『図説アンデルセンの世界』学習研究社、1978年5月。
- 『グリム童話集』 2巻、偕成社〈偕成社文庫〉、1980年6月。
- 「グリム童話　ヘンゼルとグレーテル 」、『世界のメルヘン』 2巻、講談社、1980年8月。
- 『アンデルセン童話集』初山滋絵、岩波書店、1984年9月。
- アンデルセン『アンデルセン　五つの童話選』ウィルヘルム・ピーターセン插し絵、Hans Reitzel出版、1990年。
  - アンデルセン『アンデルセン　六つの童話選』ウィルヘルム・ピーターセン挿し絵、Hans Reitzel出版、1990年。ISBN 87-412-4207-6。
- 『アンデルセン童話選』岩波書店〈岩波世界児童文学集 12〉、1993年11月。ISBN 4-00-115712-8。
  - アンデルセン『アンデルセン童話選』（新装版）岩波書店〈岩波世界児童文学集〉、2003年5月。ISBN 4-00-115712-8。
- アンデルセン『アンデルセンコレクション』リスベート・ツヴェルガー絵、太平社、1993年6月。ISBN 4-924330-25-6。
- 『アンデルセン童話集』 2巻、初山滋絵、岩波書店、1995年10月。ISBN 4-00-110994-8。
- アンデルセン『アンデルセン童話集』 1巻（新版）、岩波書店〈岩波少年文庫〉、2000年6月。ISBN 4-00-114005-5。
- アンデルセン『アンデルセン童話集』 2巻（新版）、岩波書店〈岩波少年文庫〉、2000年6月。ISBN 4-00-114006-3。
- アンデルセン『アンデルセン童話集』 3巻（新版）、岩波書店〈岩波少年文庫〉、2000年6月。ISBN 4-00-114007-1。
- ハンス・クリスチャン・アンデルセン『アンデルセンどうわ』堀内誠一絵、のら書店、2005年6月。ISBN 4-931129-43-9。